# Rubus scissus
Rubus scissus — вид квіткових рослин родини трояндових (Rosaceae).

## Поширення
Поширення: Австрія, Данія, Німеччина, Англія, Уельс, Шотландія, Ірландія, Північна Ірландія, Нідерланди, Норвегія, Польща, Швеція, ?Люксембург, пн. Франція, ?Україна, ?Литва.
В Україні наводиться для Закарпатської області (під назвою Rubus nessensis W.Hall subsp. scissoides H.E.Weber. та Житомирського Полісся.